# Teatro de São Tiago (Wellington)
O Teatro de São Tiago (inglês: Saint James Theatre) é um teatro em Wellington, Nova Zelândia. O teatro atual foi projetado em 1912, pelo designer de teatro da neozelandês, Henry Eli White. O teatro atualmente está voltado para Courtenay Place, a rua principal do distrito de entretenimento de Wellington, em frente ao complexo Reading Cinema. O edifício é o número 83.
O edifício é classificado como um lugar histórico de "Categoria I" ("lugares de importância ou valor histórico ou cultural especial ou excepcional") pelo Heritage New Zealand.